# Godbrange (Meurthe-et-Moselle)
Pour les articles homonymes, voir Godbrange.
Godbrange est un village et une ancienne commune de Meurthe-et-Moselle en région Grand Est.

## Géographie
Situé au nord-ouest de Hussigny.

## Toponymie
- Godebranges (1404)[1], Godebrange (1779)[1], Godbrange (1793)[2], Godebranche (1801)[2].
- Gueberéng en luxembourgeois[3],[4], Godbringen en allemand.

## Histoire
- Était une cure du diocèse de Trèves qui dépendait de l'abbaye de Differdange et faisait partie du bailliage de Villers-la-Montagne[1].
- Fut intégré dans le canton de Villers-la-Montagne en 1790 et dans celui de Longwy en 1802[1].
- Fut rattaché à Hussigny pour former la nouvelle commune de Hussigny-Godbrange par un décret du 20 février 1810[1].

## Démographie
| 1793 | 1800 | 1806 |
| ---- | ---- | ---- |
| 264  | 153  | 156  |